# La forêt contre-attaque
Pour plus de détails, voir Fiche technique et Distribution.
La forêt contre-attaque (Furry Vengeance ; Petite Vengeance poilue au Québec) est un film américain réalisé par Roger Kumble, sorti en 2010.

## Synopsis
Un père de famille s'attire les foudres de sa femme et de son fils alors qu'il les force à quitter Chicago pour déménager dans une petite ville de l'Oregon, où il doit participer au développement d'un projet immobilier en pleine forêt, soi-disant « vert ». Dan n'est cependant pas au bout de ses peines, car les animaux de la forêt n'ont pas l'intention de laisser ce projet de construction détruire leur environnement et ils feront tout pour lui rendre la vie impossible. S'engagera alors une guerre sans merci entre Dan et les défenseurs poilus de la faune, dirigés par un raton-laveur rusé.

## Fiche technique
- Titre français : La forêt contre-attaque
- Titre québécois : Petite Vengeance poilue
- Titre original : Furry Vengeance
- Producteur : Roger Kumble
- Scénario : Michael Carnes, Josh Gilbert
- Montage : Lawrence Jordan
- Musique : Edward Shearmur
- Société de distribution : Summit Entertainment
- Budget : 33 millions $
- Pays : États-Unis
- Langue : anglais
- Format : Couleur
- Genre : Comédie noire
- Durée : 92 minutes
- Dates de sortie :
  -  États-Unis : 30 avril 2010
  -  France : 21 juillet 2010

## Distribution
- Brendan Fraser (V.Q. : Daniel Picard) : Dan Sanders
- Brooke Shields (V.Q. : Anne Bédard) : Tammy Sanders
- Matt Prokop (V.Q. : Éric Paulhus) : Tyler Sanders
- Ricky Garcia (V.Q. : Stéphane Rivard) : Frank
- Eugene Cordero : Cheese
- Patrice O'Neal : Gus
- Jim Norton : Hank
- Billy Bush : Sergent perceur
- Ken Jeong (V.Q. : Nicolas Charbonneaux-Collombet) : Neal Lyman
- Angela Kinsey (V.Q. : Viviane Pacal) : Felder
- Samantha Bee : Principal Baker
- Alice Drummond : Madame Martin
- Toby Huss (V.Q. : Éric Gaudry) : Wilson
- Skyler Samuels (V.Q. : Catherine Brunet) : Amber
- Gerry Bednob : Monsieur Gupta
- Alexander Chance : Garde de la sécurité
- Rob Riggle (V.Q. : François Trudel) : Riggs
- Dee Bradley Baker : Voix des animaux
- Wallace Shawn : Docteur Christian Burr

Source et légende : Version québécoise (V.Q.) sur Doublage Québec.